# Sportler des Jahres 1955 (Luxemburg)
Der Sportler des Jahres 1955 in Luxemburg wurde zum zweiten Mal durch die Association Luxembourgeoise des Journalistes Sportifs (ALJS) mit der Trophée du Meilleur Sportif ausgezeichnet.

## Rangliste
| Rang | Sportler(in)        | Sportart               | Punkte | Erfolge                                                                                      |
| ---- | ------------------- | ---------------------- | ------ | -------------------------------------------------------------------------------------------- |
| 1.   | Charly Gaul         | Straßenradsport        | 146    | Dritter der Tour de France, Gewinner der Tour du Sud-Est                                     |
| 2.   | Lucien Gillen       | Radsport (Bahn/Straße) | 130    | Gewinner des Berliner Sechstagerennens, des Sechstagerennens von Gent und der Tour de l’Oise |
| 3.   | Jean-Pierre Schmitz | Straßenradsport        | 110    | Silber bei den Straßen-Weltmeisterschaften                                                   |
| 4.   | Josy Stoffel        | Turnen                 | 101    | Erfolge bei den Europameisterschaften: Bronze im Sprung, Fünfter im Mehrkampf                |
| 5.   | Roland Baldauff     | Schwimmen              | 60     |                                                                                              |
| 6.   | Josy Barthel        | Leichtathletik         | 44     |                                                                                              |
| 7.   | Marcel Ernzer       | Straßenradsport        | 40     | Luxemburgischer Meister im Straßenrennen                                                     |
| 7.   | Victor Nurenberg    | Fußball                | 40     |                                                                                              |
| 9.   | Roger Theisen       | Fechten                | 32     | Teilnehmer der Weltmeisterschaften                                                           |
| 10.  | Antoine Kohn        | Fußball                | 26     | DFP-Pokalsieger mit dem Karlsruher SC                                                        |
| 11.  | Jean Link           | Fechten                | 25     | Teilnehmer der Weltmeisterschaften                                                           |
| 12.  | Paul Frieden        | Leichtathletik         | 22     | Persönliche Bestleistung über 5000 Meter                                                     |
| 13.  | Emile Gretsch       | Fechten                | 20     | Teilnehmer der Weltmeisterschaften                                                           |
| 14.  | Félix Felten        | Tischtennis            | 13     | Luxemburgischer Meister (Herreneinzel)                                                       |
| 15.  | Carlo Jaminet       | Tischtennis            | 10     | Luxemburgischer Meister 1949–1954 (Herreneinzel)                                             |
| 16.  | René Kohn           | Schwimmen              | 8      |                                                                                              |
| 17.  | Aloyse Willems      | Schießen               | 7      |                                                                                              |
| 17.  | René Grun           | Boxen                  | 7      | Teilnehmer der Europameisterschaften                                                         |
| 19.  | Ray Schmit          | Boxen                  | 5      |                                                                                              |
| 20.  | Bruno Mattiussi     | Boxen/ Leichtathletik  | 3      | Teilnehmer der Boxeuropameisterschaften                                                      |
| 20.  | Jängy Schmit        | Straßenradsport        | 3      | Luxemburgischer Meister im Cyclocross                                                        |
| 22.  | François Sowa       | Boxen                  | 2      |                                                                                              |
| 22.  | Fernand Leischen    | Fechten                | 2      | Teilnehmer der Weltmeisterschaften                                                           |
| 22.  | Willy Kemp          | Straßenradsport        | 2      | Etappensieger der Tour de France                                                             |
| 25.  | Gérard Rasquin      | Leichtathletik         | 1      |                                                                                              |